# Dagmara Krzyżyńska
Dagmara Krzyżyńska (Kowary, 12 aprile 1981) è un'ex sciatrice alpina e sciatrice freestyle polacca.

## Biografia
Attiva inizialmente nello sci alpino, dal dicembre del 1996, la Krzyżyńska esordì in Coppa Europa il 15 dicembre 1998 a Bardonecchia in slalom gigante, in Coppa del Mondo il 31 ottobre 1999 a Tignes nella medesima specialità e ai Campionati mondiali a Sankt Anton am Arlberg 2001 in slalom speciale, in tutti e tre i casi senza completare la prova. Ai Mondiali di Sankt Moritz 2003 si classificò 42ª nello slalom gigante e 32ª nello slalom speciale; l'anno dopo conquistò ad Abetone in slalom gigante i suoi unici due podi in Coppa Europa, il 2º posto nella gara del 29 gennaio 2004 e la vittoria in quella disputata il giorno successivo. Ai Mondiali di Bormio/Santa Caterina Valfurva 2005 si piazzò 27ª nello slalom gigante.
Prese per l'ultima volta il via in Coppa del Mondo l'8 gennaio 2006 a Maribor in slalom speciale, senza completare la prova (non portò a termine nessuna delle 34 gare nel massimo circuito cui prese parte), e ai successivi XX Giochi olimpici invernali di Torino 2006, sua unica presenza olimpica, fu 25ª nello slalom gigante. Ai Mondiali di Åre 2007, sua ultima presenza iridata, non completò lo slalom gigante; si ritirò al termine di quella stessa stagione 2006-2007 e la sua ultima gara fu lo slalom speciale dei Campionati polacchi 2007, disputato il 25 marzo a Falcade e nel quale la Krzyżyńska vinse la medaglia di bronzo.
Dal 2007 si dedicò al freestyle, specialità ski cross: dopo aver esordito nella disciplina in occasione dei Campionati spagnoli 2007, a marzo, nella stagione 2007-2008 in Coppa del Mondo disputò due gare, il 12 gennaio a Les Contamines (22ª) e il 16 gennaio a Flaine (8ª); in Coppa Europa esordì il 26 gennaio a Zweisimmen subito conquistando il primo podio (2ª), ottenne due vittorie, il 22 e il 23 marzo a Horní Mísečky (suo ultimi podi), e prese per l'ultima volta il via il 21 dicembre dello stesso anno a Grasgehren (15ª), ultima gara della sua carriera. Non prese parte a rassegne iridate nella disciplina.

## Palmarès

### Sci alpino

#### Coppa Europa
- Miglior piazzamento in classifica generale: 20ª nel 2004
- 2 podi:
  - 1 vittoria
  - 1 secondo posto

##### Coppa Europa - vittorie
| Data            | Località | Paese  | Specialità |
| --------------- | -------- | ------ | ---------- |
| 30 gennaio 2004 | Abetone  | Italia | GS         |

Legenda:

GS = slalom gigante

#### Campionati polacchi
- 15 medaglie:
  - 10 ori (supergigante, slalom gigante nel 1998; slalom gigante nel 2000; slalom gigante nel 2001; slalom gigante nel 2002; supergigante, slalom gigante, slalom speciale nel 2003; slalom gigante nel 2004; slalom speciale nel 2005)
  - 4 argenti (slalom speciale nel 2000; slalom speciale nel 2004; slalom gigante nel 2006; slalom gigante nel 2007)
  - 1 bronzo (slalom speciale nel 2007)

### Freestyle

#### Coppa del Mondo
- Miglior piazzamento in classifica generale: 89ª nel 2008
- Miglior piazzamento nella Coppa del Mondo di ski cross: 29ª nel 2008

#### Coppa Europa
- Miglior piazzamento nella classifica di ski cross: 54ª nel 2009
- 4 podi:
  - 2 vittorie
  - 2 secondi posti

##### Coppa Europa - vittorie
| Data          | Località      | Paese     | Specialità |
| ------------- | ------------- | --------- | ---------- |
| 22 marzo 2008 | Horní Mísečky | Rep. Ceca | SX         |
| 23 marzo 2008 | Horní Mísečky | Rep. Ceca | SX         |

Legenda:

SX = ski cross